# Liste der deutschen Botschafter in Pakistan
Die Liste der deutschen Botschafter in Pakistan enthält die Botschafter der Bundesrepublik Deutschland in Pakistan. Sitz der Botschaft ist Islamabad.
| Name                              | Amtszeit  |
| --------------------------------- | --------- |
| Wolfgang Jaenicke                 | 1952–1954 |
| Hans Carl Podeyn                  | 1954–1959 |
| Heinz Trützschler von Falkenstein | 1959–1963 |
| Günther Scholl                    | 1963–1969 |
| Norbert Berger                    | 1970–1973 |
| Ulrich Scheske                    | 1973–1979 |
| Klaus Terfloth                    | 1980–1984 |
| Gerd Berendonck                   | 1984–1989 |
| Alfred Vestring                   | 1989–1995 |
| Jürgen Kleiner                    | 1995–1998 |
| Hans-Joachim Daerr                | 1998–2001 |
| Christoph Brümmer                 | 2001–2005 |
| Gunter Mulack                     | 2005–2008 |
| Michael Koch                      | 2008–2012 |
| Cyrill Nunn                       | 2012–2015 |
| Ina Lepel                         | 2015–2017 |
| Martin Kobler                     | 2017–2019 |
| Bernhard Schlagheck               | 2019–2022 |
| Alfred Grannas                    | 2022–2025 |
| Ina Lepel                         | seit 2025 |